# Corporale
Het corporale is het witte linnen doek waarop in de Katholieke Kerk tijdens de eucharistieviering de gaven van brood en wijn worden geplaatst.
Omdat deze gaven volgens de katholieke theologie tijdens de epiklese en de consecratie wezenlijk veranderen in het Lichaam en Bloed van Christus heet dit doek "corporale" wat zoiets betekent als: "Dat waar het Lichaam op wordt gelegd." Het gebruik is ontstaan om te voorkomen dat minuscule partikels (deeltjes) van de geconsacreerde hostie op de grond zouden vallen.

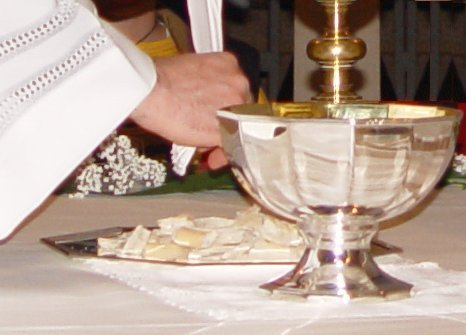

Het corporale wordt na de communie van de priester door hem schoongeschraapt met de pateen, waarbij eventuele partikels in de kelk geworpen worden. Hierna wordt wijn en water in de kelk gegoten, en worden de partikels dus samen met eventuele resten in de kelk door de priester genuttigd (gedronken).
Vóór en na gebruik wordt het corporale opgevouwen en bewaard in de bursa, die boven op de met het kelkvelum afgedekte kelk wordt gelegd.